# Sharon Thilgreen
Sharon Thilgreen (10 de enero de 1969) es una deportista danesa que compitió en remo. Ganó una medalla de bronce en el Campeonato Mundial de Remo de 1995, en la prueba de dos sin timonel ligero.

## Palmarés internacional
| Campeonato Mundial | Campeonato Mundial  | Campeonato Mundial | Campeonato Mundial     |
| Año                | Lugar               | Medalla            | Prueba                 |
| ------------------ | ------------------- | ------------------ | ---------------------- |
| 1995               | Tampere (Finlandia) | Medalla de bronce  | Dos sin timonel ligero |